# 読み上げ数列

線は、開始点が23（赤）、1（青）、13（紫）、312（緑）の読み上げ数列の桁数の増加を示している。これらの線（対数垂直スケールで表される場合）は、傾きがコンウェイの定数と一致する直線になる傾向がある。

読み上げ数列（よみあげすうれつ、英：look-and-say sequence）とは、数学において次のように始まる整数列である。
1, 11, 21, 1211, 111221, 312211, 13112221, 1113213211, ... （オンライン整数列大辞典の数列 A005150）
前の数列から次の数列を生成するには、前の数列の桁を読み取り、同じ桁のグループの桁数を数える。
例えば...
- 1は「1個の1」のため、11と表記する。
- 11は「2個の1」のため、21と表記する。
- 21は「1個の2と1個の1」のため、1211と表記する。
- 1211は「1個の1、1個の2、2個の1」のため、111221と表記する。
- 111221は「3個の1、2個の2、1個の1」のため、312211と表記する。

　︙
このような規則性に則って、数列が増えていく。
読み上げ数列は、ジョン・ホートン・コンウェイによって導入および分析された。
読み上げ数列の考え方は、ランレングスエンコーディングの考え方と似ている。
0から9までの任意の数字dで開始した場合、dは数列の最後の数字として無期限に残る。 1以外のdの場合、数列は次のようになる。
d 、1 d 、111 d 、311 d 、13211 d 、111312211 d 、31131122211 d 、…
d = 3から始まるこの数列をコンウェイ数列と呼んでいる。 （ d = 2については、 OEIS参照： オンライン整数列大辞典の数列 A005150  ） 

## 基本的な特性・性質

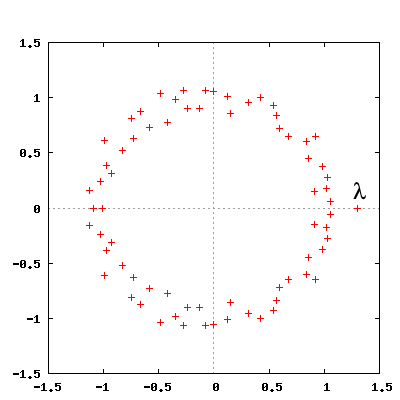
複素平面にプロットされたコンウェイ多項式の根。コンウェイの定数はギリシャ文字のラムダ（ λ ）でマークされている。

### 成り立ち
数列は無期限に大きくなる。実際には、異なる整数シード番号から始まることによって定義された任意の変異体は、最終的には無限に成長する。

### 数字の存在制限
1、2、および3以外の数字は、シード番号にそのような数字または同じ数字の3つを超えるランが含まれていない限り、シーケンスに表示されない。